# Oh Mother
Oh Mother is de vierde single van het album Back to Basics (2006) van de Amerikaanse zangeres Christina Aguilera. De single werd op 28 september en 8 oktober 2007 alleen in Europa uitgebracht.
Het nummer kwam zonder enige promotie op nummer 22 in de Franse airplay-charts en op nummer 10 in de Zwitserse airplay-chart. Begin oktober kwam Oh mother binnen op 29 in de Tipparade. De single haalde de Nederlandse Top 40 niet en bleef steken op nummer twaalf in de Tipparade.
Oh Mother kreeg een live-video. De live-video kwam van de dvd Back To Basics Tour: Live from Australia.

## Hitnotering

### NederlandseSingle Top 100
| Hitnotering: 08-12-2007 t/m 12-01-2008 | Hitnotering: 08-12-2007 t/m 12-01-2008 | Hitnotering: 08-12-2007 t/m 12-01-2008 | Hitnotering: 08-12-2007 t/m 12-01-2008 | Hitnotering: 08-12-2007 t/m 12-01-2008 | Hitnotering: 08-12-2007 t/m 12-01-2008 | Hitnotering: 08-12-2007 t/m 12-01-2008 | Hitnotering: 08-12-2007 t/m 12-01-2008 |
| Week:                                  | 1                                      | 2                                      | 3                                      | 4                                      | 5                                      | 6                                      |                                        |
| -------------------------------------- | -------------------------------------- | -------------------------------------- | -------------------------------------- | -------------------------------------- | -------------------------------------- | -------------------------------------- | -------------------------------------- |
| Positie:                               | 69                                     | 87                                     | 87                                     | 68                                     | 74                                     | 54                                     | uit                                    |

Studioalbums: Christina Aguilera · Stripped · Back to Basics · Bionic

Andere albums: Mi Reflejo · My kind of Christmas · Just Be Free · Keeps Gettin' Better: A Decade of Hits

Singles (in Nederland): "Genie in a Bottle" · "What a Girl Wants" · "I Turn to You" · "Come On Over Baby (All I Want Is You)" · "Nobody Wants to Be Lonely" · "Lady Marmalade" · "Dirrty" · "Beautiful" · "Fighter" · "Can't Hold Us Down" · "The Voice Within" · "Car Wash" · "Tilt Ya Head Back" · "Ain't No Other Man" · "Hurt" · "Tell Me" · "Candyman" · "Oh Mother" · "Keeps Gettin' Better"

Zie ook: Discografie · RCA Records